# Туманность Муравей
Туманность Муравей (Mz 3, Menzel 3) — молодая биполярная планетарная туманность в созвездии Наугольника, состоящая из яркого ядра и четырёх отдельных истечений с высокой скоростью, называемых лопастями или лучами. Встречаются такие описания туманности: две сферические биполярные лопасти, две крупные волокнистые колонны формы песочных часов, два луча конической формы, плоские радиально расширяющиеся чакры эллиптической формы. Туманность представляет собой сложную систему, составленную из трёх вложенных пар биполярных лопастей и экваториального эллипса. Лопасти обладают общей осью симметрии, но каждая из лопастей имеет своё строение и угол раскрытия. Это необычная туманность, поскольку она, по мнению некоторых исследователей, содержит в центре симбиотическую двойную звезду. В одном исследовании обнаружены признаки того, что плотный газ туманности в центральной её части может происходить от источника, отличного от источника вещества протяжённых лопастей. Рабочая модель, объясняющая это, такова: планетарная туманность произошла от гигантского объекта, сформировавшего плотную центральную газовую область, и белого карлика, создающего ионизирующее излучение.
Данная туманность расположена на расстоянии около 8000 световых лет от Солнца, видимая звёздная величина равна 13,8.
Туманность Mz 3 часто называют туманностью Муравей, поскольку она напоминает по форме голову и тело садового муравья.

## Характеристики
Mz 3 радиально расширяется со скоростью около 50 км/с, полярная ось ориентирована под углом около 30° к плоскости неба (Lopez & Meaburn 1983; Meaburn & Walsh 1985). Иногда данную туманность сравнивают с более подробно изучаемой туманностью M2-9; по всей видимости, эволюция обеих туманностей проходила похожим образом. У обеих туманностей точечное яркое ядро и узкие биполярные лопасти, спектры также похожи. Наибольшие различия проявляются в излучении в близком инфракрасном диапазоне. У Mz 3 не наблюдается излучение молекулярного водорода, а M2-9 обладает яркими эмиссионными линиями молекулы H2 в близком инфракрасном диапазоне. Недостаток излучения в линиях H2 у Mz 3 необычен, поскольку существует строгая корреляция между подобным излучением и биполярной структурой планетарных туманностей. Также полярные лопасти Mz 3 более пёстрые и округлые по сравнению с M2-9. У Mz 3 не обнаружено временных вариаций полярных лопастей в отличие от M2-9.(Doyle et al. 2000).

### Чакры
Одной из морфологических особенностей Mz 3 является структура, называемая  чакра  (англ. chakram, впервые отмечена в 2004 году), крупный тусклый эллипс с ярким лимбом, центр которого, как считается, находится в ядре планетарной туманности. Несмотря на то, что плоскость эллипса расположена вблизи плоскости симметрии отражения от другой структуры, они различны. Кинематика данной структуры является уникальной среди подобных образований в известных планетарных туманностях. В отличие от других структур в Mz 3 не наблюдается увеличения скорости с удалением по радиусу от ядра. Следовательно, чакры представляют собой не просто экваториальный поток, несмотря на кажущуюся строгую радиальность движения (нет подтверждения вращательного движения, которое могло бы свидетельствовать о динамической устойчивости). Все кинематические особенности эллипса симметричны и упорядочены относительно ядра, что согласуется с другими свойствами Mz 3. Следовательно, эллипс должен быть связан с эволюцией центральной звезды.

## История
Туманность Mz 3 открыл в 1922 году Дональд Мензел.
Туманность 20 июля 1997 года исследовали астрономы Брюс Бэлик (англ. Bruce Balick) из Вашингтонского университета (Сиэтл) и Винсент Икке (англ. Vincent Icke) из Лейденского университета по наблюдениям космического телескопа Хаббл. 30 июня 1998 года Рагвендра Сахаи (англ. Raghvendra Sahai) и Джон Трогер (англ. John Trauger) из Лаборатории реактивного движения, НАСА использовали наблюдения на том же телескопе для создания изображения туманности.